# Kevin Dineen
Kevin William Dineen (* 28. října 1963, Québec) je bývalý kanadský hokejista. Od sezony 2019/2020 je trenérem San Diego Gulls v AHL.
Ve své kariéře hrál v NHL tento útočník za týmy Columbus Blue Jackets (2000–2003), Ottawa Senators (1999–2000), Carolina Hurricanes (1997–1999), Hartford Whalers (1984–92 a 1995–97) a Philadelphia Flyers (1991–96)
Draftovaný byl roku 1982 jako 3. volba Hartford Whalers a celkově jako 56.
Celkem si připsal v základní části v 1188 zápasech 760 bodů za 355 gólů a 405 asistencí. V play off zaznamenal v 59 zápasech 41 bodů za 23 gólů a 18 asistencí.
Byl také kapitánem Philadelphia Flyers (1993–94) a Hartford Whalers (1996–98)